# 南米莫蘇

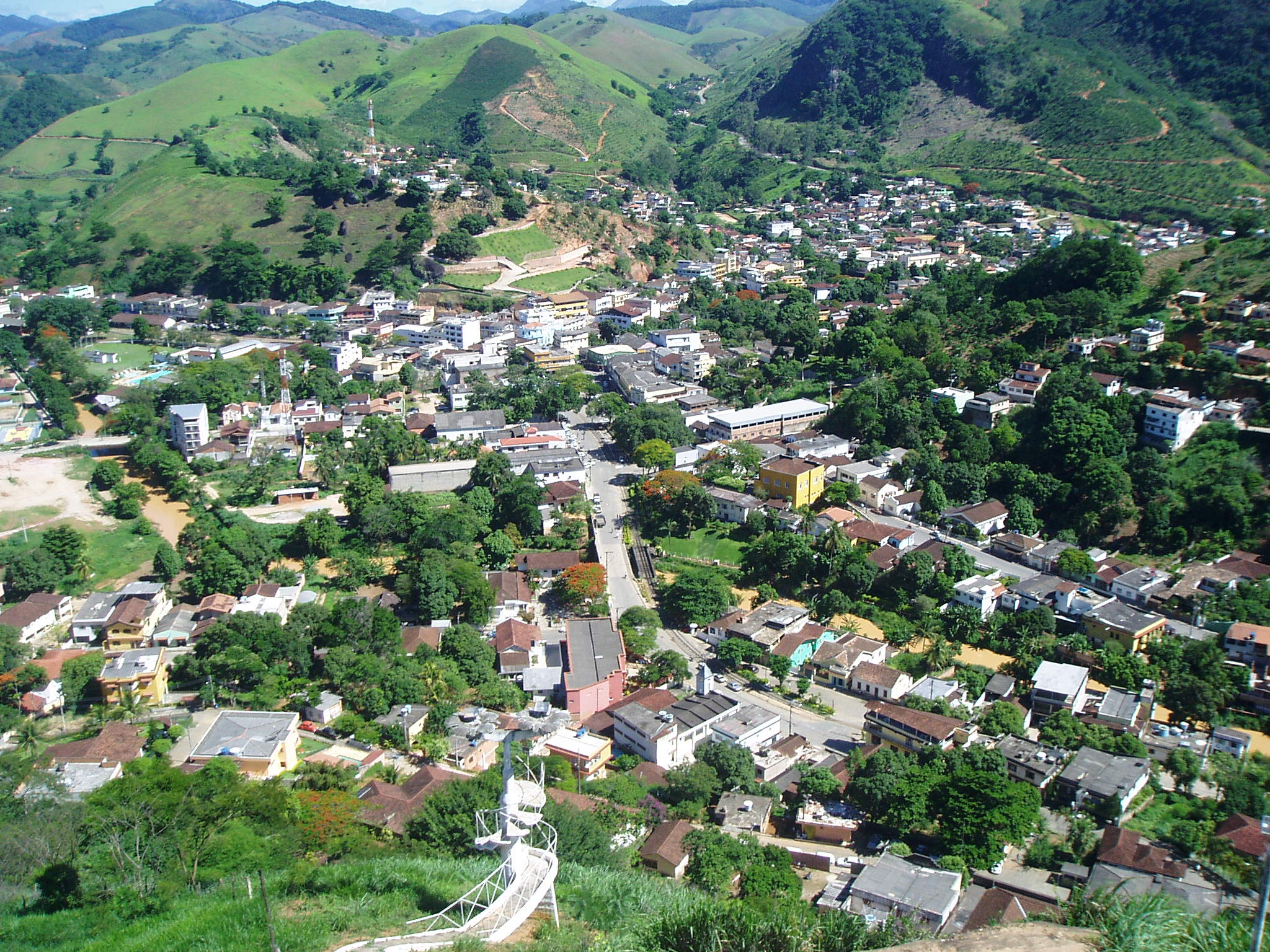
南米莫蘇

21°03′50″S 41°21′57″W / 21.06389°S 41.36583°W
南米莫蘇（葡萄牙語：Mimoso do Sul），是巴西的城鎮，位於該國東南部，由聖埃斯皮里圖州負責管轄，始建於1887年7月29日，面積867平方公里，海拔高度80米，2014年人口27,329，人口密度每平方公里31.51人。